# Caldwell megye (Louisiana)
Caldwell megye az Amerikai Egyesült Államokban, azon belül Louisiana államban található. Megyeszékhelye Columbia, legnagyobb városa Clarks. Lakosainak száma 9645 fő (2020. április 1.). Caldwell megye Jackson, Ouachita, Richland, Franklin, Catahoula, La Salle és Winn megyékkel határos.

## Népesség
A megye népességének változása:
| Lakosok száma | 10 129 | 10 084 | 10 029 | 9989 | 9993 | 9645 |
|               | 2010   | 2011   | 2012   | 2013 | 2015 | 2020 |